# 中華人民共和國對外貿易法
中华人民共和国对外贸易法是中華人民共和國一部关于对外贸易的经济法律。該法于1994年5月12日经第八届全国人民代表大会常务委员会通过，1994年7月1日起施行。后经2004年4月6日，2016年11月7日两次修正。該法共十一章70条。其中有規定中华人民共和国境内的单独关税区不适用該法。